# Foho Ata
Der Foho Ata (Ata) ist ein Berg in der osttimoresischen Gemeinde Bobonaro. Er liegt im Nordwesten des Sucos Leohito (Verwaltungsamt Balibo), im Norden der Aldeia Ferik Katuas und hat eine Höhe von 435 m. Nördlich befindet sich der Foho Aiasa und östlich fließt der Talau.